# Phil Esposito
Philip Anthony "Espo" Esposito (Kanada, Ontario, Sault Ste. Marie, 1942. február 20. –) profi jégkorongozó, aki 18 szezont játszott a National Hockey League-ben. A Chicago Black Hawks, a Boston Bruins és a New York Rangers játékosa volt. A Jégkorong Hírességek Csarnokának a tagja. Az öccse Tony Esposito szintén az NHL-ben játszott és ő is tagja a Hírességek Csarnokának.

## Karrier
Karrierje kezdetén 1952-ben a Chicago Black Hawks igazolta le, miután nagyszerűen játszott az Ontario Hockey Associationben szereplő St. Catharines Teepeesben. Az NHL-es profi karrier előtt még két idényt játszott a Chicago farmcsapatában a St. Louis Bravesben, ahol szintén nagyszerűen teljesített. 1963-ban felkerült az NHL-be. A Black Hawksnál négy szezont töltött. Ez idő alatt egyszer sem érte el a pont/mérkőzés átlagot. 1967-ben átkerült a Boston Bruinshoz. Az első bostoni idényében már pont/mérkőzés átlag felett volt (74/84). A következő szezonban történelmet írt. Ő lett az első játékos aki egy szezonban 100+ pontot szerzett (126) és majdnem 50 gólos szezonja volt. Több asszisztot adott, mint amennyi mérkőzésen játszott. A következő szezonban "csak" 99 pontot szerzett. Viszont a rájátszásban 14 mérkőzésen 27 pontot szerzett és a csapat Stanley-kupa győztes lett. Az 1970–1971-es szezon volt a legjobb idénye: 78 mérkőzésen 76 gólt és 76 asszisztot adott, így lett 152 pontos. A 76 gól és a 152 pont akkoriban megdönthetetlen rekordnak számított (1982-ben Wayne Gretzky ezeket elsöpörte). A következő szezonban 66 gólt és 130 pontot szerzett, valamint ismét Stanley-kupa győztes lett a csapattal. 1972–1973-ban szintén remekül teljesített (55 gól, 75 assziszt). A következő idényben megközelítette a rekordját (145 pontot szerzett). A csapattal eljutott a Stanley-kupa döntőjébe, de ott alul maradtak a Philadelphia Flyersszel szemben. A Bruinsszal még egy jó idénye volt (61 gól, 127 pont), de rájátszásból hamar kiestek. A következő idény elején (12 mérkőzés) a New York Rangershez került. Itt már egyszer sem érte el a 100 pontos határt. Legjobb idényében 42 gólt szerzett. 1978–1979-ben a csapattal eljutott a kupa döntőbe, de ott 4-1-es összesítéssel kikaptak a Montréal Canadienstől. 1981-ben vonult vissza.

## Nemzetközi szereplés
Első nagy tornája a kanadai válogatottban az 1972-es Summit Series volt. Ez egy speciális torna volt a szovjet válogatott ellen. A kanadaiak nyertek. Következő részvétele a válogatottban az 1976-os Kanada-kupa volt. Ezen az eseményen aranyérmes lett a csapattal és hét mérkőzésen hét pontot szerzett. Utolsó nagy világeseménye az 1977-es jégkorong-világbajnokság volt, ahol a csapat negyedik lett.

## Díjai
- Stanley-kupa: 1970, 1972
- Art Ross-trófea: 1969, 1971, 1972, 1973, 1974
- Hart-emlékkupa: 1969, 1974
- Lester B. Pearson-díj: 1971, 1974
- Lester Patrick-trófea: 1978
- NHL All-Star Gála: 1969, 1970, 1971, 1972, 1973, 1974, 1975, 1977, 1978, 1980
- Első All-Star Csapat Centere: 1969, 1970, 1971, 1972, 1973, 1974
- Második All Star Csapat Centere: 1968, 1975
- Kanada-kupa aranyérem: 1976

## Karrier statisztika
| 1961–1962       | St. Catharines Teepees | OHA             | 49   | 32  | 39  | 71   | 54  | 6   | 1  | 4  | 5   | 9   |
| 1961–1962       | Sault Thunderbirds     | EPHL            | 6    | 0   | 3   | 3    | 2   | —   | —  | —  | —   | —   |
| 1962–1963       | St. Louis Braves       | EPHL            | 71   | 36  | 54  | 90   | 51  | —   | —  | —  | —   | —   |
| 1963–1964       | St. Louis Braves       | CPHL            | 43   | 26  | 54  | 80   | 65  | —   | —  | —  | —   | —   |
| 1963–1964       | Chicago Black Hawks    | NHL             | 27   | 3   | 2   | 5    | 2   | 4   | 0  | 0  | 0   | 0   |
| 1964–1965       | Chicago Black Hawks    | NHL             | 70   | 23  | 32  | 55   | 44  | 13  | 3  | 3  | 6   | 15  |
| 1965–1966       | Chicago Black Hawks    | NHL             | 69   | 27  | 26  | 53   | 49  | 6   | 1  | 1  | 2   | 2   |
| 1966–1967       | Chicago Black Hawks    | NHL             | 69   | 21  | 40  | 61   | 40  | 6   | 0  | 0  | 0   | 7   |
| 1967–1968       | Boston Bruins          | NHL             | 74   | 35  | 49  | 84   | 21  | 4   | 0  | 3  | 3   | 0   |
| 1968–1969       | Boston Bruins          | NHL             | 74   | 49  | 77  | 126  | 79  | 10  | 8  | 10 | 18  | 8   |
| 1969–1970       | Boston Bruins          | NHL             | 76   | 43  | 56  | 99   | 50  | 14  | 13 | 14 | 27  | 16  |
| 1970–1971       | Boston Bruins          | NHL             | 78   | 76  | 76  | 152  | 71  | 7   | 3  | 7  | 10  | 6   |
| 1971–1972       | Boston Bruins          | NHL             | 76   | 66  | 67  | 133  | 76  | 15  | 9  | 15 | 24  | 24  |
| 1972–1973       | Boston Bruins          | NHL             | 78   | 55  | 75  | 130  | 87  | 2   | 0  | 1  | 1   | 2   |
| 1973–1974       | Boston Bruins          | NHL             | 78   | 68  | 77  | 145  | 58  | 16  | 9  | 5  | 14  | 25  |
| 1974–1975       | Boston Bruins          | NHL             | 79   | 61  | 66  | 127  | 62  | 3   | 4  | 1  | 5   | 0   |
| 1975–1976       | Boston Bruins          | NHL             | 12   | 6   | 10  | 16   | 8   | —   | —  | —  | —   | —   |
| 1975–1976       | New York Rangers       | NHL             | 62   | 29  | 38  | 67   | 28  | —   | —  | —  | —   | —   |
| 1976–1977       | New York Rangers       | NHL             | 80   | 34  | 46  | 80   | 52  | —   | —  | —  | —   | —   |
| 1977–1978       | New York Rangers       | NHL             | 79   | 38  | 43  | 81   | 53  | 3   | 0  | 1  | 1   | 5   |
| 1978–1979       | New York Rangers       | NHL             | 80   | 42  | 36  | 78   | 37  | 18  | 8  | 12 | 20  | 20  |
| 1979–1980       | New York Rangers       | NHL             | 80   | 34  | 44  | 78   | 73  | 9   | 3  | 3  | 6   | 8   |
| 1980–1981       | New York Rangers       | NHL             | 41   | 7   | 13  | 20   | 20  | —   | —  | —  | —   | —   |
| NHL Összesített | NHL Összesített        | NHL Összesített | 1282 | 717 | 873 | 1590 | 910 | 130 | 61 | 76 | 137 | 138 |